# Kineska pistacija
Kineska pistacija (lat. Pistacia chinensis), bjelogorično drvo iz roda pistacija, porodica rujevki.
Domovina joj je Kina, a u nekoliko država je introducirana, to su Fidži, i SAD (Alabama, Kalifornija, Georgia i Teksas). U Kini raste na Hainanu, i provincijama Guangdong, Guangxi, Yunnan, Sichuan, Guizhou, Hunan, Hubei, Jiangxi, Fujian, Zhejiang, Jiangsu, Anhui, Shandong, Hebei,, Henan, Shanxi, Shaanxi, Gansu, nadalje na Tibetu, Tajvanu, i na Luzonu (Filipini).
Kineska pistacija naraste od 9 do 12 metara. Oblik krošnje je okrugao i simetričan. Otporna je na sušu i zimske temperature i do –25 °C, brzo raste, a nema problema sa štetnim kukcima. Listovi su sjajni i tamnozeleni ljeti i narančaste do crvene boje na jesen. 
Plod je crvrene boje i nije jestiv.

## Galerija
- Kineska pistacija na jesen
- Deblo kineske pistacije
- Listovi kineske pistacije

## Vanjske poveznice
|  | Zajednički poslužitelj ima još gradiva o temi Pistacia chinensis |
|  | Wikivrste imaju podatke o taksonu Pistacia chinensis             |